# NGC 1529
NGC 1529 is een lensvormig sterrenstelsel in het sterrenbeeld Net. Het hemelobject werd op 9 december 1836 ontdekt door de Britse astronoom John Herschel.

## Synoniemen
- PGC 14495
- ESO 84-4
- DRCG 46-18